# Risto Darlev
Risto Darlev (ur. 4 sierpnia 1954 w Kosturinie) – jugosłowiański zapaśnik walczący w stylu wolnym. Odpadł w eliminacjach turnieju olimpijskiego w Monachium 1972 i Montrealu 1976. Walczył w kategorii do 57 kg.
Zajął piąte miejsce na mistrzostwach Europy w 1977. Triumfator igrzysk śródziemnomorskich w 1979, drugi w 1971, trzeci w 1975 roku.